# Липа серцелиста (Шибин)
Липа серцелиста — ботанічна пам'ятка природи місцевого значення в Україні. Розташована в межах Дубенського району Рівненської області, в околицях с. Шибин.
Площа 0,12 га. Статус надано згідно з рішенням Рівненської обласної ради від 16.02.2024 року №869. Перебуває у віданні Боремельської сільської ради. 
Статус надано з метою збереження екземпляра липи серцелистої, вік якої в межах 150-200 років. Її висота — 15 м, майже такого ж діаметру крона дерева, обхват стовбура — 2,9 м.
Дерево дивом вціліло і є одним з найдавніших в межах Хрінницького водосховища й підкреслює його наукове і пізнавальне значення. Липа також має важливу історичну, краєзнавчу, сакральну і культурну цінність. У 1944 році біля липи місцеве населення таємно поховало приблизно двадцять воїнів УПА, які трагічно загинули від засідки НКВС.
У 1990-х року поблизу могил під липою встановили пам’ятний хрест, а у 2019 році — облаштували історично-патріотичний меморіал.